# Alberbury Castle
Alberbury Castle er en ruin af en middelalderborg i landsbyen Alberbury knap 15 km nordvest for Shrewsbury i Shropshire i England tæt på grænsen Wales. Den er fredet af 2. grad.
Det er usikkert, hvornår den blev bygget, men der er sandsynligt, at det er i 1200-tallet af Fulk FitzWarin. Kun tårnet står i dag og som ruin. Det er ikke muligt at besøge ruinen, da den står på privat område.